# SPOCK2
SPOCK2 (англ. SPARC/osteonectin, cwcv and kazal like domains proteoglycan 2) – білок, який кодується однойменним геном, розташованим у людей на короткому плечі 10-ї хромосоми. Довжина поліпептидного ланцюга білка становить 424 амінокислот, а молекулярна маса — 46 779.
| 10         |  | 20         |  | 30         |  | 40         |  | 50         |
| ---------- |  | ---------- |  | ---------- |  | ---------- |  | ---------- |
| MRAPGCGRLV |  | LPLLLLAAAA |  | LAEGDAKGLK |  | EGETPGNFME |  | DEQWLSSISQ |
| YSGKIKHWNR |  | FRDEVEDDYI |  | KSWEDNQQGD |  | EALDTTKDPC |  | QKVKCSRHKV |
| CIAQGYQRAM |  | CISRKKLEHR |  | IKQPTVKLHG |  | NKDSICKPCH |  | MAQLASVCGS |
| DGHTYSSVCK |  | LEQQACLSSK |  | QLAVRCEGPC |  | PCPTEQAATS |  | TADGKPETCT |
| GQDLADLGDR |  | LRDWFQLLHE |  | NSKQNGSASS |  | VAGPASGLDK |  | SLGASCKDSI |
| GWMFSKLDTS |  | ADLFLDQTEL |  | AAINLDKYEV |  | CIRPFFNSCD |  | TYKDGRVSTA |
| EWCFCFWREK |  | PPCLAELERI |  | QIQEAAKKKP |  | GIFIPSCDED |  | GYYRKMQCDQ |
| SSGDCWCVDQ |  | LGLELTGTRT |  | HGSPDCDDIV |  | GFSGDFGSGV |  | GWEDEEEKET |
| EEAGEEAEEE |  | EGEAGEADDG |  | GYIW       |  |            |  |            |

A: Аланін

C: Цистеїн

D: Аспарагінова кислота

E: Глутамінова кислота

F: Фенілаланін

G: Гліцин

H: Гістидин

I: Ізолейцин

K: Лізин

L: Лейцин

M: Метіонін

N: Аспарагін

P: Пролін

Q: Глутамін

R: Аргінін

S: Серин

T: Треонін

V: Валін

W: Триптофан

Кодований геном білок за функцією належить до фосфопротеїнів. 
Задіяний у такому біологічному процесі, як альтернативний сплайсинг. 
Білок має сайт для зв'язування з іоном кальцію. 
Локалізований у позаклітинному матриксі.
Також секретований назовні.